# آندره گینیه
 آندره گینیه (انگلیسی: André Guinier؛  زاده ۱ اوت ۱۹۱۱ درگذشته ۳ ژوئیه ۲۰۰۰) یک دانشمند در زمینه فیزیک‌دان اهل فرانسه بود.